# Rita Kovács
Rita Judit Kovács (Nyíregyháza, 29 marzo 1970) è un'ex nuotatrice ungherese, specializzata nel nuoto di fondo, vincitrice di due titoli europei nonché di un argento e un bronzo mondiali.

## Carriera
Stileliberista, appena quindicenne prese parte ai campionati europei giovanili di nuoto 1985, ottenendo la medaglia di bronzo nella gara degli 800 m.
Nel corso degli anni novanta sviluppò poi la propria carriera nel nuoto di fondo, raccogliendo svariati successi a livello iridato e continentale.
A luglio del 1991, prese parte ai campionati europei di nuoto di fondo, ottenendo la medaglia di bronzo nella 25 km. Nella stessa gara, era stata quarta classificata ai mondiali dello stesso anno, tenutisi nel mese di gennaio.
Ai successivi campionati mondiali di nuoto 1994, vinse la medaglia d'argento nella 25 km. L'anno seguente, in occasione degli europei di nuoto, vinse la medaglia d'oro nei 5 km.
Nel 1996, rappresentò la propria nazione alle Olimpiadi di Atlanta: non essendo ancora stato introdotto il nuoto di fondo nelle rassegne olimpiche, Rita Kovács gareggiò negli 800 m sl, piazzandosi venticinquesima in batteria.
Agli europei del 1997, conquistò il podio in entrambe le gare a cui prese parte: vinse l'oro nella 25 km e il bronzo nella 5 km. In seguito a questo doppio successo, si ritirò dal nuoto per dedicarsi al figlio che aveva da poco dato alla luce.
Dopo ben otto anni di assenza dalle gare, Rita Kovács si affacciò nuovamente nel panorama natatorio nel 2006. Prese parte con successo ad alcune tappe della Coppa del Mondo, per poi gareggiare ai campionati europei di nuoto 2006, che si tennero a Budapest. Nel contesto degli europei di casa, fu grande protagonista della 10 km: in testa fino agli ultimi duecento metri, venne superata sul finale dalla tedesca Angela Maurer, riuscendo comunque a mettersi al collo la medaglia d'argento all'età di trentasei anni. Prese parte anche alla 25 km, ottenendo il settimo piazzamento.
Nel 2007 gareggiò nuovamente ai mondiali, classificandosi quindicesima nella 10 km. L'anno successivo, si presentò ai mondiali di nuoto in acque libere, dove disputò la 10 km, valevole per la qualificazione olimpica ai Giochi di Pechino, che per la prima volta videro nel programma il nuoto di fondo . Rita Kovács terminò la propria gara in diciannovesima posizione, non riuscendo pertanto a strappare il pass olimpico. Fu questa l'ultima gara della sua longeva carriera; secondo le statistiche, riuscì a salire sul podio nel 64% delle gare a cui partecipò.
In seguito al ritiro, si dedicò all'attività di allenatrice, occupandosi tra gli altri di Éva Risztov, che seguì in occasione della vittoria della medaglia d'oro nella 10 km alle Olimpiadi di Londra.
Nel 2023 venne inclusa nell'International Marathon Swimming Hall of Fame.

## Palmarès
| Olimpiadi                           | 800 m st. libero        | ---                | ---              |
| 1996 Atlanta Stati Uniti            | 25ª in batteria 9'06"97 | ---                | ---              |
| Campionati mondiali                 | 10 km                   | 25 km              | 25 km a squadre  |
| 1991 Perth Australia                | ---                     | 4ª                 | ---              |
| 1994 Roma Italia                    | ---                     | Argento 5h50'13"76 | Bronzo           |
| 2007 Melbourne Australia            | 15ª 2h05'36"7           | ---                | ---              |
| Campionati mondiali in acque libere | 10 km                   | ---                | ---              |
| 2008 Siviglia Spagna                | 19ª 2h02'54"8           | ---                | ---              |
| Campionati europei                  | 5 km                    | 10 km              | 25 km            |
| 1991 Terracina Italia               | ---                     | ---                | Bronzo 6h57'29"5 |
| 1995 Vienna Austria                 | Oro 1h00'28"3           | ---                | ---              |
| 1997 Siviglia Spagna                | Bronzo 1h01'06"         | ---                | Oro 5h21'58"     |
| 2006 Budapest Ungheria              | ---                     | Argento 2h07'11"3  | 7ª 5h38'51"8     |
| Europei giovanili                   | 800 m st. libero        | ---                | ---              |
| 1985 Ginevra Svizzera               | Bronzo 8'52"58          | ---                | ---              |